# アトム 未来派 No.9
『アトム 未来派 No.9』（アトム みらいは ナンバー9）は、日本のロックバンド、BUCK-TICKの20枚目のオリジナルアルバム。2016年9月28日にLingua Sounda/JVCケンウッド・ビクターエンタテインメントから発売された。

## 解説
前作『或いはアナーキー』より約2年3ヶ月ぶり、JVCケンウッド・ビクターエンタテインメント復帰第一弾のオリジナルアルバムである。
アルバムタイトルは、収録曲の歌詞より今井寿が印象に残ったフレーズを抜き出して羅列したもの。早い段階で「『未来派』がテーマ」と今井は口にしていたという。ジャケットワークをどうするか話し合っていた時にいくつかキーワードが出て、その中に「アトム」「未来派」「No.9」があり、それがくっついてしまったとのこと。当初メンバーは突飛なタイトルに戸惑ったという。
櫻井敦司は本作を「明確な着地点を決め込まず、出てきたアイディアを素直に盛り込むことを意識した作品」と語る。前年にソロ・プロジェクト"THE MOTAL"で活動したことにより、BUCK-TICKの間口の広さを改めて実感したといい、「自分の出来る範囲で面白いと思ったものは何でも取り入れようと思った。今までこれは僕の許容範囲じゃないと思ったことは絶対やらなかったけど、それを少し柔軟にして取り込んだ」という意識の変化があったという。星野英彦は「意外とコンセプチュアルな作品になった。バラエティに富んでるっていうより、最終的にTDが終わったのを聴いたら、すごく統一感のあるアルバムに仕上がったと思う。個人的には『十三階は月光』に通ずるものがある気がする」と分析している。
初回盤のみSHM-CD仕様で、ブックレットと先行シングル「New World」のPVが収録されたBlu-ray / DVD、「New World」のハイレゾ音源無料ダウンロード・クーポンが封入されたスペシャルパッケージ仕様にてリリース。
ツアーファイナルの日本武道館公演、およびファンクラブ限定LIVE「FISH TANKer's ONLY 2017」では、アルバムタイトルにちなんで『鉄腕アトム』とのコラボレーション・グッズも発売された。

## 収録曲

### 一覧
全編曲: BUCK-TICK
| #         | タイトル                           | 作詞             | 作曲      | 時間  |
| --------- | ---------------------------------- | ---------------- | --------- | ----- |
| 1.        | 「cum uh sol nu -フラスコの別種-」 | 今井寿           | 今井寿    | 3:53  |
| 2.        | 「PINOA ICCHIO -躍るアトム-」      | 今井寿           | 今井寿    | 2:30  |
| 3.        | 「DEVIL'S WINGS」                  | 櫻井敦司         | 今井寿    | 4:43  |
| 4.        | 「El Dorado」                      | 櫻井敦司         | 星野英彦  | 3:58  |
| 5.        | 「美 NEO Universe」                | 櫻井敦司         | 今井寿    | 5:05  |
| 6.        | 「BOY septem peccata mortalia」    | 櫻井敦司         | 今井寿    | 4:21  |
| 7.        | 「樹海」                           | 櫻井敦司         | 星野英彦  | 3:46  |
| 8.        | 「THE SEASIDE STORY」              | 今井寿           | 今井寿    | 3:27  |
| 9.        | 「FUTURE SONG -未来が通る-」       | 今井寿・櫻井敦司 | 今井寿    | 3:57  |
| 10.       | 「曼珠沙華 manjusaka」             | 櫻井敦司         | 星野英彦  | 4:39  |
| 11.       | 「Cuba Libre」                     | 櫻井敦司         | 今井寿    | 4:34  |
| 12.       | 「愛の葬列」                       | 櫻井敦司         | 今井寿    | 6:51  |
| 13.       | 「NEW WORLD -beginning-」          | 櫻井敦司         | 今井寿    | 4:45  |
| 合計時間: | 合計時間:                          | 合計時間:        | 合計時間: | 56:29 |

### 曲解説
1. cum uh sol nu -フラスコの別種-
"cum uh sol nu"とはラテン語で「精液、それと太陽と男」という意味。
同時にホムンクルス (homunculus) のアナグラムであり、パラケルススが著作『De Natura Rerum（ものの本性について）』に記したホムンクルスの生成法にも掛かっている。「フラスコの別種」は、ホムンクルスがフラスコ内でしか生存できないという一説から。
歌詞の「シャンバラ アガルタ」とは、それぞれ伝説上にて理想郷とされる地下王国のこと（シャンバラ (チベット)、アガルタも参照）。 「ノンマルト」は『ウルトラセブン』の第42話「ノンマルトの使者」に登場する同名の知的生命体より。今井が作詞の際、呪文のような言葉を考えていたら出てきたフレーズである[2]。
2. PINOA ICCHIO -躍るアトム-
"PINOA ICCHIO"とはピノキオのこと。今井の「ピノキオ (PINOCCHIO) っていうのも何だしなと思って、間に"AI"を入れた。そのまま『愛』とも読めるし面白いかなと思って」という意図が込められている[2]。
「あのキマイラはジャカロープ」の一節は、作詞の際に「合成」「共存」「暴走」「相乗」の流れで出てきたモチーフ。「羊飼いのレイチェル」は『ブレードランナー』のイメージとのこと[2]。
上田剛士がシンセサイザー、ブレイクビーツで参加。
3. DEVIL'S WINGS
先行シングル「New World」のB面曲[3]。シングル版とはアレンジが異なる。
GARIのYOW-ROWがマニピュレート、シンセサイザーで参加。
4. El Dorado
初めから打ち込みやシンセサイザーを入れることを考えて作られた楽曲であり、星野曰く「ちょっとエレクロトな感じは、今まであまりなかったタイプの曲」[2]。
5. 美 NEO Universe
6. BOY septem peccata mortalia
歌詞に七つの大罪がラテン語と日本語で登場する。
7. 樹海
本作以前より星野のストックにサビのフレーズが存在しており、思い入れがあった為、今回完成させた楽曲[2]。
8. THE SEASIDE STORY
アンデルセン童話『人魚姫』をモチーフにしている。
今井が「櫻井さんはこういう昭和歌謡曲っぽいのを唄うのが上手い」と思い、作った楽曲[2]。
ギターソロにてディープ・パープルの「スモーク・オン・ザ・ウォーター」のリフを引用している箇所が存在する。
9. FUTURE SONG -未来が通る-
今井と櫻井の共同作詞で、同じ例は両A面シングル『LOVE PARADE/STEPPERS -PARADE-』の2曲目『STEPPERS -PARADE-』に続き3作目。 当初は「Bestia[4]」という仮タイトルが付いており、櫻井の歌詞はそれをもとに作ったもの[2]。
歌詞の「サモトラケのニケ」とはギリシャで発掘されたニーケーの彫像であり、マリネッティが「未来派宣言」の一節でこの彫刻を引き合いに出していることから、アルバムのテーマともリンクすると思い引用したもの。「ヘヴィメタル」の一節は「ただの鋼鉄」のことで音楽ではないが、音楽にも引っかけている。すさまじい爆音を出して立ち向かうような厄介な存在のイメージで「そういう意志の強さで未来は切り開いていく」とのこと[2]。
「ゲシュタルト崩壊」とは全体的な形態の印象、認知が低下してしまう知覚現象、「ハイヨルコントン」は「這い寄る混沌」、「エントロピー」は物質や熱の拡散の程度を表すパラメータで､原子や分子の乱雑さの尺度を表す｡
また小林一茶の俳句の一節も引用している。
当初はこの楽曲が最初の曲順となる案もあった[2]。
10. 曼珠沙華 manjusaka
「まんじゅしゃげ」ではなく「まんじゅさか」というのは、サンスクリット語での読み方より。
11. Cuba Libre
12. 愛の葬列
当初はこの楽曲が最後の曲順となる案もあった[2]。
藤井麻輝がアレンジ、マニピュレートで参加。
13. NEW WORLD -beginning-
先行シングル。シングルとはアレンジが異なる。
アルバムタイトルの"No.9"の部分はこの楽曲の歌詞から引用。デモテープで今井がデタラメな英語で唄っていたのが空耳っぽく「ナンバー」と聞こえたので、櫻井が「繰り返しのAメロに、ちょっとキャッチーな横文字を入れてみようかっていう、邪な考え (笑)」で書いたもの。すると「新世界」「NEW WORLD」「No.9」というフレーズが、たまたまドヴォルザークの『交響曲第9番 「新世界より」』と合致したという[2]。
櫻井はこの楽曲について「今の子供たちに『君たちの未来は明るいから』なんて正直言えないと思う。でも夢と希望を持って未来を見ないと始まらない」「この世界は愛で満ち溢れている一方で、酷い戦争や殺人が起こってる。君が歩く道には花が咲き乱れてるけど、その横には腐ったものが散乱してる。『見てごらん、これが世界だ』って言いたい。そして同時に『ここから未来に歩いていこう』って」「これから嫌でも残酷なものを見ていくだろうし。そこで僕が出来ることは、歌でちょっとした優しい嘘をつくくらいしか出来ないんです」という想いを語っている[2]。
GARIのYOW-ROWがマニピュレート、シンセサイザーで参加。

## 参加ミュージシャン
- 櫻井敦司 - ボーカル
- 今井寿 - ギター、エレクトロニクス、ヴォックス、ノイズ
- 星野英彦 - ギター
- 樋口豊 - ベース
- ヤガミトール - ドラムス

### ゲスト・サポートミュージシャン
- 横山和俊 - マニピュレート、シンセサイザー (#1・5・6・9・11)
- CUBE JUICE - マニピュレート (#4・7・8・10)
- YOW-ROW (GARI) - マニピュレート、シンセサイザー (#3・13)
- 藤井麻輝 (minus(-) / SUILEN) - アレンジメント、マニピュレート (#12)
- 上田剛士 (AA=) - シンセサイザー、ブレイクビーツ (#2)